# Lucjan Malinowski
Lucjan Feliks Jan Malinowski (ur. 27 maja 1839 w Jaroszewicach, zm. 15 stycznia 1898 w Krakowie) – językoznawca, badacz dialektów śląskich, pierwszy badacz dialektu górnośląskiego, zbieracz i dokumentalista polskiego folkloru, ma szczególny wkład w rozwój regionalizmu, podróżnik, profesor Uniwersytetu Jagiellońskiego, członek Akademii Umiejętności, również miłośnik gór.
Ma swoją ulicę w Gliwicach.

## Praca zawodowa
Był uczniem Schleichera, Webera, Sreznewskiego, Curtiusa i Leskiena. W roku 1887 został dyrektorem Seminarium Słowiańskiego. Zajmował się historią języka polskiego w aspekcie porównawczym oraz etymologią i dialektologią polską, prowadził również zajęcia lituanistyczne. Lucjan Malinowski to współzałożyciel pierwszej na ziemiach polskich slawistycznej jednostki naukowo-dydaktycznej, nazwanej Seminarium Filologii Słowiańskiej. Malinowski głosił wykłady z gramatyki porównawczej języka rosyjskiego i małoruskiego (ukraińskiego), które zapoczątkowały dzieje krakowskiej ukrainistyki. Ustalił specjalny alfabet fonetyczny dla precyzyjnego zapisania gwar. W 1869 r., w czasie podróży na Śląsk i Spisz, zgromadził teksty ludowe posiadające ogromną wartość z punktu widzenia folklorystycznego.
Przekonał znanego śląskiego historyka, Augustina Weltzla, że tworkowianie mówili po morawsku. Lucjana Malinowskiego historycy nauki nazywają „ojcem polskiej dialektologii”, czego zasadność, poza publikacjami, poświadczają postaci uczniów, m.in. Jana Bystronia, Jana Hanusza, Gustawa Blatta, Stanisława Dobrzyckiego czy Kazimierza Nitscha.

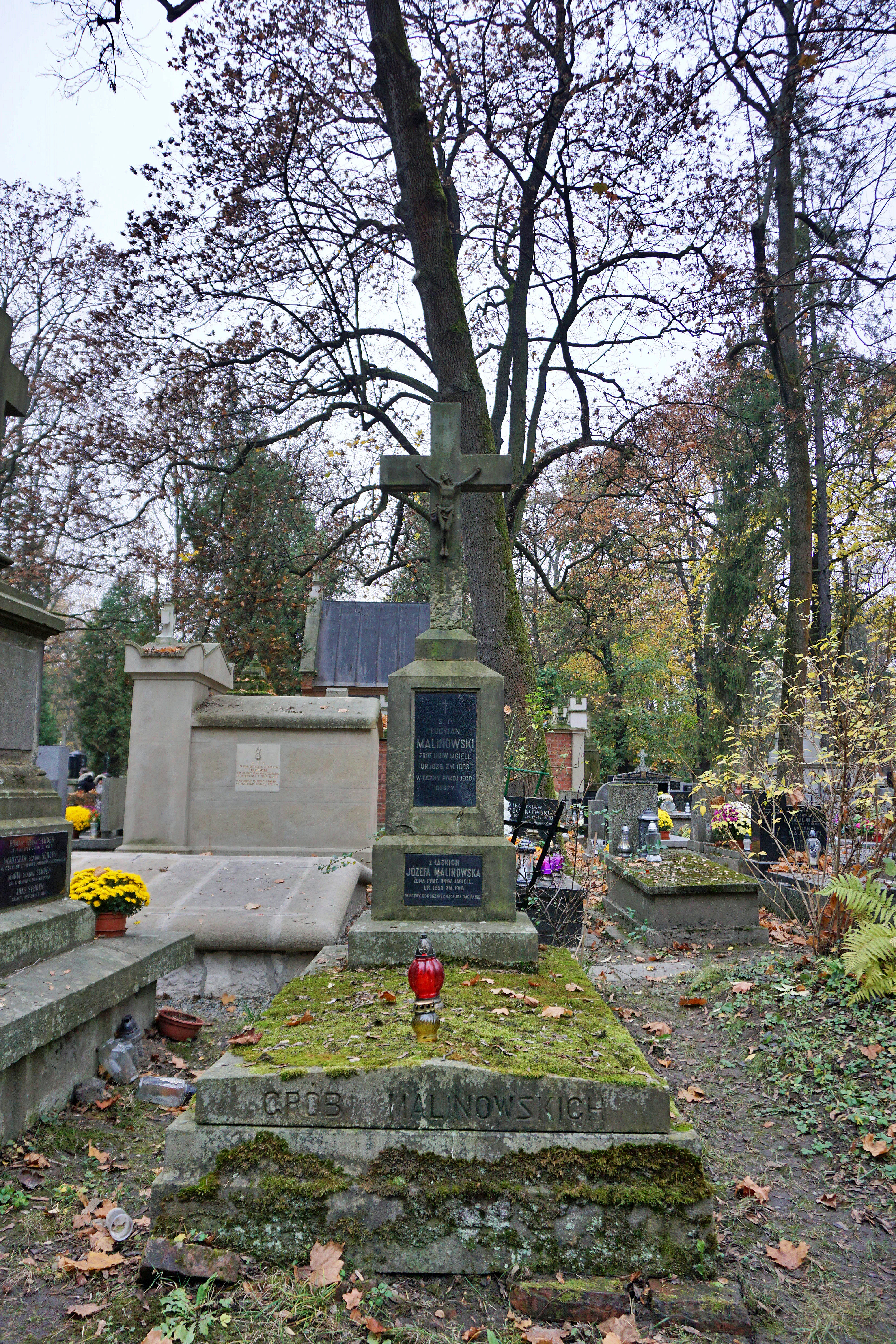
Grób prof. Lucjana Malinowskiego na cmentarzu Rakowickim w Krakowie

## Życiorys

### Młodość
Urodził się w 1839 roku w rodzinie ziemiańskiej na Lubelszczyźnie. Był synem Juliana Malinowskiego herbu Pobóg i Ewy z Górskich (wnuczki Marcina Koźmiana, który był stryjem Kajetana Koźmiana, krytyka literackiego i poety). Pierwsze kroki w nauce stawiał w domu, z pomocą prywatnych nauczycieli: p. Mrozowskiego i p. Kaczkowskiego. Jednak jego rodzice utracili majątek wskutek represji zaborców, ale też własnej niegospodarności, i przenieśli się na Zamojszczyznę, gdzie się dalej uczył. Najpierw w szkole elementarnej p. Jarochowskiego w Tomaszowie Lubelskim, później w gimnazjum w Szczebrzeszynie, a następnie w 4. klasowej szkole realnej w Lublinie.
Młody Lucjan musiał zarabiać na własną edukację (m.in. we wsi Ulów, w gminie Tomaszów Lubelski), przerywając ją z braku środków na 4 lata. Po tej przerwie rozpoczął naukę w gimnazjum w Lublinie, w klasie V., na oddziale filologiczno-historycznym. Ukończył je w 1861 r. z najwyższymi ocenami z wszystkich przedmiotów, z adnotacją: „O trzymał patent z poświadczeniem, że bez egzaminu do uniwersytetu przyjęty być może i z nagrodą w książce pierwszą.” Jeszcze w tym roku rozpoczął w Warszawie Kursy Przygotowawcze, a w następnym roku wstąpił do Szkoły Głównej w Warszawie i w 1867 skończył studia na Wydziale Historyczno–Filologicznym, otrzymując stopień magistra nauk filologiczno – historycznych na podstawie rozprawy historycznej: „O nawróceniu Słowian pomorskich przez Św. Ottona.”. Po otrzymaniu stypendium nauki uzupełniał w Berlinie, Jenie, Petersburgu, Moskwie i Lipsku, poświęcając się dialektologii i prowadząc badania językoznawcze na Śląsku oraz Spiszu.
Natomiast jego brat, Alfons Malinowski był pediatrą w Warszawie.

### Podróże na Śląsk i Spisz
Zachęcony przez prof. Srezniewskiego, podróżował w celach naukowych. Trasa śląskich podróży Malinowskiego wiodła w 1869 r. przez blisko sto miejscowości Śląska Górnego i Cieszyńskiego. Na Górnym Śląsku uczony odwiedził wszystkie charakterystyczne regiony, od powiatu pszczyńskiego na południu po okolice Kluczborka na północy i od Bierunia na wschodzie po okolice Prudnika i Głogówka oraz wsie podopolskie na zachodzie. Na Śląsku Cieszyńskim młody uczony badaniami objął 20 miejscowości w dolinach Wisły, Olzy i Morawki. Był m.in. w Brennej, Ustroniu, Wiśle i Istebnej. Stąd pojechał do Jabłonkowa, gdzie wpadł w zdumienie, ponieważ jego mieszkańcy porozumiewali się po polsku, słowacku i niemiecku, co wtedy było nie do pomyślenia. Penetrując wsie w dolinie Olzy dotarł aż po Nydek u stóp Czantorii. W ostatniej kolejności odwiedził kilka miejscowości w zachodniej części księstwa cieszyńskiego od Morawki pod Ropiczką po Średnią Suchą. Jako bardzo wnikliwy i krytyczny badacz, zbierał wszystkie swoje materiały gwarowe osobiście, przebywając w terenie ponad trzy miesiące. W przeszło 60 miejscowościach, które odwiedził udało mu się zebrać wiele opowieści i pieśni, które mieściły się na około 25 arkuszach. Śląskie badania z zakresu dialektologii stały się później podstawą doktoratu, obronionego w Lipsku w 1873 r. Praca ta (Beiträge zur slavischen Dialectologie: Ueber die Oppelnsche Mundart), wydana w Lipsku w tym samym roku, jest dziś uznawana za pierwszy naukowy opis gwary polskiej na Śląsku. O dialekcie górnośląskim Malinowski pisał jako o „dialekcie słowiańskim” i tak był on klasyfikowany przez niemieckich językoznawców w okresie międzywojennym, natomiast polscy uważali go za część języka polskiego.

### Praca jako nauczyciel
Od 1870 roku Malinowski związany był do końca życia z Krakowem, poza krótką przerwą na nauczycielską pracę w ówczesnej stolicy Królestwa Kongresowego, Warszawie, w gimnazjum, w którym w tym czasie uczył się m.in. Roman Dmowski. Po powrocie uczył języka polskiego i języków klasycznych w gimnazjum św. Anny, kontynuując studia na Uniwersytecie Jagiellońskim, gdzie w 1876 roku uzyskał tytuł profesora nadzwyczajnego, a w 1877 r., po śmierci Henryka Sucheckiego objął po nim Katedrę Filologii Słowiańskiej. 30 czerwca 1877 został członkiem Akademii Umiejętności. Był dziekanem wydziału filozoficznego (1887–1888), pełnił też obowiązki rektora tego uniwersytetu. Od 1880 r. był też członkiem komisji egzaminacyjnej kandydatów na nauczycieli gimnazjalnych i egzaminatorem z języka polskiego. 11 listopada 1882 objął stanowisko sekretarza wydziału filologicznego, które sprawował już do końca życia. W ciągu dwudziestu lat intensywnej pracy stworzył podwaliny pod pierwszą w Polsce szkołę lingwistyczną. Wyszło z niej później wielu wybitnych językoznawców. W roku 1883 Malinowski uzyskał tytuł profesora zwyczajnego.

### Życie rodzinne
4 kwietnia 1884 urodził się jego jedyny syn Bronisław Malinowski, który z powodu ciągłych napadów konwulsji i rozdrażnienia wczesne lata życia spędził we wsi Ponice koło Rabki. W 8. roku życia wrócił do Krakowa. Lucjan Malinowski mieszkał wtedy z żoną Józefą z d. Łącką w budynku Bursy Akademickiej. Rodzina była prosta, szczera i surowa. W niedzielę odbywały się zebrania familijne, na których trudne sprawy – awantury i problemy związane z płcią – były rozwiązywane z patriarchalną rozwagą pod starą gruszą. W domu państwa Malinowskich mówiono i czytano po francusku, śpiewano z upodobaniem francuskie piosenki i pielęgnowano frankofilstwo, które syn Malinowskiego, Bronisław określił później jako „fałszywe i nierealistyczne”, uznając zarazem za swoje „trzecie medium kulturowe”. Autorytet i osiągnięcia naukowe językoznawcy ukształtowały ambicje intelektualne u jego syna. Jego specjalność (dialektologię) syn rozszerzył na inne obszary zróżnicowań – już nie tylko regionalnych, ale cywilizacyjnych. W 1890 państwo Malinowscy wybudowali dom w Zakopanem. Malinowski zaprzyjaźnił się tam ze Stanisławem Witkiewiczem, a ich przyjaźń przeniosła się później na synów – Bronisława Malinowskiego i Witkacego. Tak bliskie ich kontakty były skutkiem podobnych zainteresowań – obaj byli miłośnikami gór.

### Ostatnie lata życia
Profesor, w jednym ze swoich ostatnich listów odnosząc się do miejsca swoich narodzin pisał tak: „Urodziłem się w Rzeczypospolitej Babińskiej.”. Rzeczywiście, Jaroszewice są położone o krok od Babina, znanego właśnie głównie z Rzeczypospolitej Babińskiej, a będąc jeszcze własnością Pszonków, obie miejscowości stanowiły całość. Zmarł nagle, 15 stycznia 1898 roku w Krakowie na atak serca. Został pochowany na cmentarzu Rakowickim w kwaterze VIII. Jego miejsce na Katedrze Filologii Słowiańskiej zajął Jan Rozwadowski. Kilka miesięcy później opisał jego życie inny językoznawca – Hieronim Łopaciński (Lucyan Malinowski (1839-1898): wspomnienie pośmiertne, z Kuryera Niedzielnego z 12 Maja 1898 r.).

## Publikacje
- Zur Lautlehre der Lehnworter in der polnischen Sprache i Zur Volksetymologie (w czasopiśmie Beiträgo zur vergleichenden Sprachforschung aut dem Gebiete der arishien, celtischen und slaviscben Sprachen) (1869)
- O nawróceniu Słowian pomorskich przez Św. Ottona.(1867)
- Studya nad etymologią ludową (1873)
- Zarysy życia ludowego na Śląsku (1877).
- Powieści ludu polskiego na Śląsku, w: „Materiały antropologiczno-archeologiczne i etnograficzne”, Kraków, t. IV/2, s. 3–80 (1900) i t. V/2 s. 3–264 (1901).
- Powieści ludu na Śląsku Wydawnictwo Literackie, Kraków 1953.
  - Opis: Książka zawiera około stu tekstów wybranych z publikacji z 1900-1901 r.
- Bajki śląskie (1884).
- Studya szląskie. O samogłoskach nosowych w gwarach polskich na Szląsku (1882)
- O niektórych wyrazach ludowych. Zapiski porównawcze (1892)
- O języku komedyj Franciszka Bohomolca, Kraków (1895)
- Archiwum do dziejów literatury i oświaty w. Polsce, Kraków (1896)
- Die polnischen Mundarten in West-Galicien? (w czasopiśmie Oesterreich-Ungarische Monarchie in Wort und Bild) (1896)
- Przyczynek do dziejów polsko-czeskich kontaktów naukowo kulturalnych w drugiej połowie XIX wieku
- Projekt Słownika staropolskiego (jako współredaktor, umarł przed zakończeniem prac)[21].
- Sprawozdania Komisji Językowej Akademii Umiejętności – czasopismo językoznawcze założone przez niego w 1880 r.
- Ueber die Oppelnsche Mundart in Oberschlesien, Bār & Hermann Lipsk 1873[22]
- Listy z podróży etnograficznej po Śląsku (w czasopiśmie Na Dziś)
- Powieści spiskie[23]
- Modlitwy Wacława: zabytek jȩzyka polskiego z w.XV, z kodeksu VI.N.2 Biblijoteki uniwersyteckiej w Budapeszcie z doła̧czeniem gloss polskich. Z rękopisów lac. N.64, 79, 100 tejze biblijoteki, Kraków 1887[24]
- Zabytek języka polskiego z początku wieku XVI. Z rękopisu Biblioteki Uniwersytetu w Erlangen, Kraków 1898[25]
- Księgi sądowe Lęczyckie: Materyjaly do historyi języka polskiego z konca XIV i początku XV w. na podstawie ksiąg sądowych: Lęczyckich, Orlowskich i Brzezinskich, 1898[26]
- Glosy polskie w kilku rekopismach łacinskich wieku XV w bibliotekach kapitulnej i uniwersyteckiej w Pradze oraz w rekopismie Biblioteki Zakładu Narodowego Ossolinskich z r. 1438, Kraków 1895[27]
- Kilka uwag nad mową ludową w Zebrzydowicach[28]
- Zabytki języka polskiego w rękopisie nr. 2503 Biblijoteki Uniwersytetu Jagiellońskiego w Krakowie, 1887[29]
- Głoski nosowe w gwarze ludowéj we wsi Kasinie oraz niektóre inne właściwości téj gwary, Kraków 1880[30]
- Ślady dyjalektyczne w oznaczaniu samogłosek nosowych w kilku zabytkach języka polskiego wieku XV i XVI, Kraków 1880[31]
- Drobiazgi gramatyczne, 1885[32]
- Przyczynki do historyi wyrazów polskich, Kraków 1884[33]
- Quadragesimale super epistolas: glosy polskie z końca piérwszéj połowy wieku XV, Kraków 1880[34]